# 貝齊洛韋
46°52′2″N 30°14′31″E / 46.86722°N 30.24194°E
貝齊洛韋（羅馬化：Betsylove）是烏克蘭西南部敖德萨州羅茲迪利納區羅茲迪利納市鎮的村莊。該村始建於1857年，面積1.57平方公里，海拔高度34米，2001年人口457，人口密度每平方公里290.53人。